# Роберто Солосабаль
Роберто Солосабаль (ісп. Roberto Solozábal; нар. 15 вересня 1969, Мадрид) — іспанський футболіст, що грав на позиції центрального захисника, зокрема за мадридський «Атлетіко» та національну збірну Іспанії.
Олімпійський чемпіон 1992 року.

## Клубна кар'єра
Вихованець системи підготовки гравців мадридського «Атлетіко». У дорослому футболі дебютував 1987 року виступами за головну команду мадридців. Провів у ній одинадцять сезонів, взявши участь у 231 матчі чемпіонату. Протягом більшості цього часу складав з Хуаном Мануелєм Лопесом основну пару центральних захисників «Атлетіко». Виборов у його складі три титули володаря Кубка Іспанії, а 1996 року ставав чемпіоном Іспанії.
Завершував ігрову кар'єру в команді «Реал Бетіс», до якої за 2,4 мільйона євро перейшов влітку 1997 і за яку виступав до 2001.

## Виступи за збірні
1989 року у складі юнацької збірної Іспанії (U-20) був учасником тогорічної молодіжної першості світу.
У 1991—1992 роках грав за олімпійську збірну Іспанії. Тренерський штаб цієї команди саме на пару центральних захисників «Атлетіко» Солосабаль—Лопес зробив ставку на домашніх для іспанців Олімпійських іграх 1992 року, на яких вони здобули «золото». Солосабаль виводив майбутніх переможців турніру на поле з капітанською пов'язкою.
Протягом 1991—1993 років провів 12 ігор у складі національної збірної Іспанії.

## Титули і досягнення
- Володар Кубка Іспанії (3):

«Атлетіко»: 1990–1991, 1991–1992, 1995–1996
- Чемпіон Іспанії (1):

«Атлетіко»: 1995–1996
- Олімпійський чемпіон (1):

Іспанія: 1992